# Taxi (2004)
Taxi (ook New York Taxi) is een Frans-Amerikaanse film uit 2004. De film is een remake door Tim Story van de gelijknamige Franse film uit 1998. De film is geregisseerd door Tim Story en de hoofdrollen worden gespeeld door onder andere Queen Latifah, Jimmy Fallon en Gisele Bündchen. Producent was in beide gevallen Luc Besson.

## Verhaal
Belle Williams is een echte snelheidsduivel. Al scheurend door de straten van New York, in een opgevoerde taxi, verdient ze haar geld als snelste taxichauffeur van de VS. Ze helpt agent Andy Washburn met het opsporen van een bende Braziliaanse bankovervallers.

## Rolverdeling
- Queen Latifah als Isabelle "Belle" Williams
- Jimmy Fallon als agent Andrew "Andy" Washburn
- Gisele Bündchen als Vanessa Scherzinger
- Henry Simmons als Jesse
- Jennifer Esposito als Luitenant Marta Robbins
- Ana Cristina de Oliveira als Redhead (tweede overvaller) aka Francisca Bündchen
- Ingrid Vandebosch als derde overvaller aka Blair Lima
- Magali Amadei als vierde overvaller aka Adrianna Mölling
- Ann-Margret als Washburns moeder
- Christian Kane als Agent Mullins
- Boris McGiver als Franklin
- Adrian Martinez als Braziliaanse Man
- Joe Lisi als Mr. Anthony Scalia
- Bryna Weiss als Mw. Scalia

## Achtergrond
Taxi ging op 6 oktober 2004 in 3001 bioscopen in première en wist in het eerste weekend van alle films op drie na het hoogste bedrag aan entreegelden binnen te halen. Financieel was de film een succes; de totale opbrengst bedroeg 68.895.435 dollar, tegen een productiebudget van 25 miljoen dollar.
De film kreeg echter overwegend negatieve reacties van critici. Roger Ebert noemde de film "dismal" en "wall-to-wall idiocy". Op Rotten Tomatoes was 10% van de beoordelingen positief.